# Щербак, Валерий Витальевич
Валерий Витальевич Щербак (родился 27 июля 1953 года в Снежном) — генерал-майор ВДВ СССР и РФ, начальник Рязанского гвардейского высшего воздушно-десантного командного училища в 1995—2001 годах.

## Биография
Родился 27 июля 1953 года в городе Снежное Сталинской области (Донецкая область) в семье шахтёра. Окончил Киевское высшее танковое инженерное училище в 1975 году, позже проходил службу на различных должностях в воздушно-десантных войсках. Командовал взводом 234-го гвардейского парашютно-десантного полка, затем ротой, проходил службу в 76-й гвардейской воздушно-десантной дивизии. Участвовал в войне в Афганистане в составе ОКСВА, в 1981—1983 годах командовал 3-м батальоном 350-го гвардейского парашютно-десантного полка в 1982 году в Фарахе.
Окончил Военную академию имени М. В. Фрунзе, где учился вместе с Владимиром Шамановым. Позже окончил Военную академию Генерального штаба. Командовал 337-м гвардейским парашютно-десантным полком 104-й воздушно-десантной дивизии, в 1990—1993 годах — самой дивизией, когда она находилась в Кировабаде. Участвовал в выводе 104-й дивизии из Азербайджана в Россию: по его словам, на проводы дивизии пришли школьники с родителями, а также архиепископ Бакинский и Азербайджанский Александр.
С 17 декабря 1995 по 17 декабря 2001 годов — начальник Рязанского гвардейского высшего воздушно-десантного командного училища, в 1996—2001 годах — начальник Рязанского гарнизона.
По состоянию на 2006 год был владельцем автосалона в Рязани.